# Березівський повіт (Трансністрія)
Березівський повіт (рум. Județul Berezovca) — адміністративно-територіальна одиниця губернаторства Трансністрія в роки Другої світової війни. Містився на території тодішньої Одеської області (нинішніх Одеської та Миколаївської областей). Центром повіту була Березівка.

## Адміністративний устрій
Березівський повіт складався з міста Березівка та чотирьох районів: Березівського, Веселинівського, Ландауського, Мостівського (Мостове).
Керівництво повітом здійснювала префектура на чолі з префектом, а районами керували претури, які очолювали претори.